# 295 Theresia
295 Theresia este un asteroid din centura principală, descoperit pe 17 august 1890, de Johann Palisa.